# Episodi de I Jefferson (terza stagione)
La terza stagione della serie televisiva I Jefferson è stata trasmessa dal 25 settembre 1976 all'11 aprile 1977 sul canale CBS, posizionandosi al 24º posto nei rating Nielsen di fine anno con il 21,0% di penetrazione.
| nº | Titolo originale          | Titolo italiano | Prima TV USA      | Prima TV Italia |
| -- | ------------------------- | --------------- | ----------------- | --------------- |
| 1  | George and the President  |                 | 25 settembre 1976 |                 |
| 2  | Louise Gets Her Way       |                 | 2 ottobre 1976    |                 |
| 3  | Louise Suspects           |                 | 9 ottobre 1976    |                 |
| 4  | The Lie Detector          |                 | 16 ottobre 1976   |                 |
| 5  | George's Diploma          |                 | 23 ottobre 1976   |                 |
| 6  | The Retirement Party      |                 | 30 ottobre 1976   |                 |
| 7  | Lionel's Pad              |                 | 10 novembre 1976  |                 |
| 8  | Tom the Hero              |                 | 17 novembre 1976  |                 |
| 9  | Jenny's Discovery         |                 | 24 novembre 1976  |                 |
| 10 | The Agreement             |                 | 8 dicembre 1976   |                 |
| 11 | Florence in Love          |                 | 15 dicembre 1976  |                 |
| 12 | The Christmas Wedding     |                 | 22 dicembre 1976  |                 |
| 13 | Louise Forgets            |                 | 5 gennaio 1977    |                 |
| 14 | Bentley's Problem         |                 | 12 gennaio 1977   |                 |
| 15 | Jefferson's Airplane      |                 | 17 gennaio 1977   |                 |
| 16 | George's Guilt            |                 | 24 gennaio 1977   |                 |
| 17 | A Case of Black and White |                 | 31 gennaio 1977   |                 |
| 18 | Louise vs. Jenny          |                 | 7 febbraio 1977   |                 |
| 19 | The Marriage Counselors   |                 | 21 febbraio 1977  |                 |
| 20 | Louise's Friend           |                 | 28 febbraio 1977  |                 |
| 21 | The Old Flame             |                 | 7 marzo 1977      |                 |
| 22 | Jenny's Opportunity       |                 | 21 marzo 1977     |                 |
| 23 | George the Philanthropist |                 | 28 marzo 1977     |                 |
| 24 | Louise's Physical         |                 | 11 aprile 1977    |                 |